# Hippopsicon ivorense
Hippopsicon ivorense là một loài bọ cánh cứng trong họ Cerambycidae.